# Marvin Hamlisch

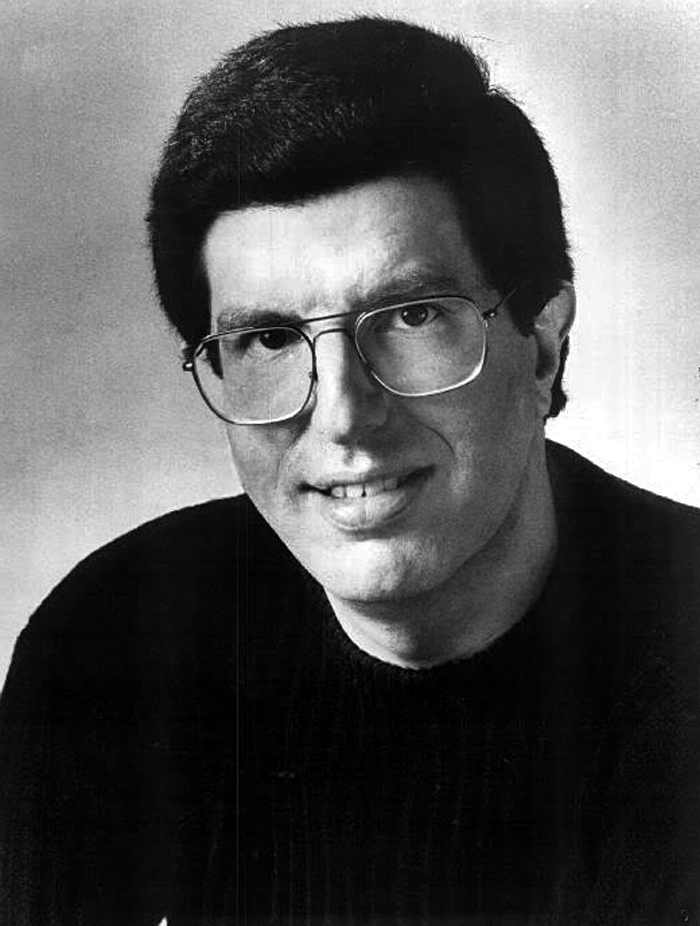
Marvin Hamlisch în anii 1970

Marvin Frederick Hamlisch (2 iunie 1944 New York City- 6 august 2012 Los Angeles) a fost un compozitor american de muzicaluri, muzică de scenă și de film, dirijor, pianist și orchestrator, evreu de origine. A fost renumit mai ales pentru muzicalul „The Chorus Line” și pentru muzica la circa 40 de filme de cinema și de televiziune.
S-a numărat printre cei 18 creatori care au câștigat deopotrivă premiile Emmy, Grammy, Oscar și Tony, și unul dintre cei doi cărora li s-au decernat atât aceste premii cât și Premiul Pulitzer (celălat fiind Richard Rodgers), de asemenea, a obținut de două ori Premiul Globul de Aur.

## Copilăria și studiile
Marvin Frederick Hamlisch s-a născut la New York într-o familie de evrei originari din Viena, Max Hamlisch și Lilly, născută Schächter. Tatăl său era acordeonist și a condus o mică orchestră de estradă. A învățat să cânte la pian din vârstă fragedă și fusese considerat la vremea sa un „copil minune”. Din tinerețe a dat concerte la primăria New York. La vârsta de 7 ani a fost primit la cursurile preparatorii ale Școlii de muzică Julliard, și a studiat la această renumită școală vreme de 13 ani. Mai târziu a făcut și studii serale la Queens College, unde a terminat licența în 1967. Admirator al muzicalurilor „My Fair Lady” și Poveste din cartierul de vest, Hamlisch a început să compună din perioada studenției.

## Cariera
În 1960 prin intermediul unui amic le-a cunoscut pe Judy Garland și pe Liza Minnelli și a cântat la pian la o recepție organizată de Garland. Dupa patru ani (1964) prima lui slujbă a fost cea de pianist repetitor la muzicalul „Funny Girl”  al lui Jule Styne și Robert Merrill, cu Barbra Streisand, pe care a întâlnit-o atunci pentru prima dată. La scurtă vreme după aceea a fost angajat ca pianist la recepțiile organizate de producătorul Sam Spiegel. Cunoștința cu Spiegel i-a prilejuit prima contribuție la banda sonoră a filmului Înotătorul. 
Deși albumul de debut al lui Liza Minnelli conținea un cântec compus de Hamlisch cu mulți ani înainte, primul său șlagăr a devenit cunoscut abia când compozitorul avea 21 ani. Este vorba de „Sunshine, Lollipops and Rainbows”, scris împreună cu Howard Liebling și înregistrat de cântăreața Leslie Gore, și care a ajuns pe locul 13 din cele 100 șlagăre ale verii anului 1965.  
După „Înotătorul”, Halmisch a scris muzica pentru filme de inceput ale lui Woody Allen, între care  „Take the Money and Run” și  „Banane” (1971). În 1967 impreuna cu Liebling a compus cântecul „Nopți californiene” pe care l-a înregistrat tot Leslie Gore. 
Mai târziu s-a mutat la Los Angeles unde a început să colaboreze cu studiourile de filme din Hollywood. S-a făcut curând cunoscut prin adaptările după muzica Ragtime a lui Scott Joplin, care i-au slujit în coloana sonoră a filmului Cacealmaua („The Sting”) din 1973.
A compus muzica la numeroase filme de cinema si seriale de televiziune precum și la muzicaluri de succes de pe Broadway precum „A Chorus Line” si „They're Playing Our Song.” în 1977 a compus și muzica la filmul James Bond  „Spionul care mă iubea”. De asemenea, după 1993 a lucrat ca dirijor și orchestrator pentru concertele Barbrei Streisand
Hamlisch a fost onorat cu numeroase premii. În anul 1974 a primit Premiul Oscar pentru trei categorii. În  anii următori a beneficiat de șapte nominalizări pentru Oscar. I s-au decernat de trei ori Premiul Emmy, de două ori Globul de Aur, de patru ori premiul al Societății Americane a Compozitorilor, Autorilor și Editorilor ASCAP.

### Dirijor
Hamlisch a fost orchestratorul și directorul muzical al turului de concerte din anul 1994 al lui Barbra Streisand in Statele Unite și Marea Britanie, si al emisiunii de televiziune realizate cu această ocazie Barbra Streisand: The Concert, pentru care a primit două din premiile Emmy. El a dirijat și turul de concerte al Lindei Ronstadt, din care cel mai reușit a fost cel din 1996  „Dedicated to the One I Love”.
Hamlisch a fost și dirijorul principal de muzică ușoară al Orchestrei Simfonice din Pittsburgh, al Orchestrei Simfonice din Milwaukee, al celei din San Diego, din Seattle, Buffalo, al Orchestrei Nationale Simfonice, al Orchestrei Simfonice din Pasadena. Înainte de a muri  se pregătea sa preia funcția de dirijor principal pentru muzica ușoară al Orchestrei Simfonice din Philadelphia.

## Viața privată
În mai 1989, la 45 ani, Hamlisch s-a căsătorit cu Terre Blair. din Columbus, Ohio, crainică la emisiunile locale al ABC din acel oraș. Perechea nu a avut urmași.
O relație precedentă a lui Halmisch cu textiera Carole Bayer Sager a inspirat muzicalul său, „They're Playing Our Song” 
Hamlisch a murit la 68 ani la Los Angeles în anul 2012, după o scurtă boală.
Ceremonia funerară  a avut loc la sinagoga comunității reformate Emanu-El din Los Angeles. Halmisch a fost înmormântat la Cimitirul evreiesc „Mount Zion” din oraș.

### Muzică de scenă și muzicaluri
- Seesaw (1973) (aranjamente de dansuri)
- A Chorus Line (Premiul Pulitzer  pentru teatru) (1975)
- They're Playing Our Song (1978)
- Jean Seberg (1983)
- Smile (1986)
- The Goodbye Girl (1993)
- Sweet Smell of Success: The Musical (2002)
- Imaginary Friends (2002) (muzică de scenă)
- Profesorul trăsnit (2012), adaptare pentru teatru muzical

## Filmografie

### Muzică de film.Filmografie
| - The Swimmer (1968) - Take the Money and Run (1969) - The April Fools (1969) - Move (1970) - Flap (1970) - Something Big (1971) - Kotch (1971) - Bananas (1971) - The War Between Men and Women (1972) - The World's Greatest Athlete (1973) - Save the Tiger (1973) - The Way We Were (1973) - Cacealmaua (1973) - The Prisoner of Second Avenue (1975) - The Spy Who Loved Me (1977) | - The Absent-Minded Waiter (1977) - Same Time, Next Year (1978) - Ice Castles (1978) - Starting Over (1979) - Chapter Two (1979) - Seems Like Old Times (1980) - Oameni obișnuiți (1980) - Gilda Live (1980) - Alegerea Sofiei (1982) - I Ought to Be in Pictures (1982) - Romantic Comedy (1983) - Un tramvai numit dorință (1984) - Daryl (1985) - A Chorus Line (1985) - When the Time Comes (1987) | - Trei bărbați și un bebeluș (1987) - The Return of the Six Million Dollar Man and the Bionic Woman (1987) - Sam Found Out: A Triple Play (1988) - Little Nikita (1988) - David (1988) - The January Man (1989) - Shirley Valentine (1989) - The Experts (1989) - Women and Men: Stories of Seduction (1990) - Switched at Birth (1991) - Missing Pieces (1991) - Frankie and Johnny (1991) - Seasons of the Heart (1994) - The Mirror Has Two Faces (1996) - Cum să scapi de un tip în 10 zile (2003) - Informatorul! (2009) |